# Каруана Галиция, Дафне
Дафне Анна Каруана Галиция (англ. Daphne Caruana Galizia, урожденная Велла, Vella; 26 августа 1964, Слима, Коронная колония Мальта — 16 октября 2017, Бидния, Мальта) — мальтийская журналистка, политический обозреватель, которая специализировалась на расследованиях коррупции и связей мальтийских высокопоставленных чиновников с организованной преступностью.

## Биография
Родилась в семье бизнесмена. Окончила Мальтийский университет. С молодости занималась активной политической деятельностью. Арестовывалась властями.
Была журналисткой в ежедневной газете Times of Malta.
Предметом её журналистских расследований была коррупция в правительстве, кумовство, «крышевание», обвинения в отмывании денег, связей между индустрией азартных игр Мальты и организованной преступностью.
Была известна благодаря публикациям на тему панамских документов. В 2016 году она обвинила премьер-министра страны Джозефа Муската, что тот с женой использовал офшорные банковские счета, чтобы утаить платежи от компаний, связанных с семьей президента Азербайджана Ильхама Алиева.
Журналистка интересовалась причастностью мальтийских политиков к ливийско-итальянской афере, связанной с контрабандой дизельного топлива. К операциям с контрабандой горючего, вероятно, были привлечены ливийские торговцы людьми и члены сицилийской мафии.

## Убийство
16 октября 2017 года Дафне выехала из дома в деревне Бидния, а спустя несколько секунд прогремел взрыв. Погибла на месте в результате взрыва бомбы, заложенной в её автомобиль. Представитель властей страны сообщил, что взрывное устройство, ставшее причиной гибели Галиции, прикрепили под её машиной и привели в действие дистанционно, с помощью мобильного телефона.
Общественность была возмущена убийством журналистки. Правительство Мальты объявило награду в €1 млн за информацию, которая поможет установить виновных в гибели журналистки. Основатель WikiLeaks Джулиан Ассанж объявил €20 тыс. награды за информацию о гибели Дафне Каруаны Галиции.
В конце 2018 года местное издание Times of Malta сообщило со ссылкой на источники в полиции, что основные подозреваемые были идентифицированы, но ответить на вопрос о том, как долго ещё продлится расследование, не смогли.
Резкий рост общественного внимания к делу об убийстве произошел после задержания 20 ноября 2019 года влиятельного бизнесмена Йоргана Фенека. Он предположительно является владельцем компании, через которую политики, фигурировавшие в расследованиях Каруаны Галиции, в том числе глава администрации премьер-министра Мальты Кит Шембри и министр туризма Конрад Мицци, выводили деньги в офшоры.
В доме у Шембри были проведены обыски, сам он также был задержан. Помимо отставок Мицци и Шембри, министр экономики Кристиан Кардона также объявил о временной приостановке исполнения своих обязанностей в правительстве. Иммунитет от уголовного преследования был предоставлен Мелвину Теуме, человеку, которого полиция считает посредником при выполнении убийства. Он утверждал, что у него есть аудиозаписи с упоминанием Шембри в контексте убийства.
После этого тысячи протестующих собрались в Валлетте с призывами об отставке премьер-министра Джозефа Муската ради обеспечения правосудия в деле об убийстве журналистки. 1 декабря 2019 года он объявил о решении уйти в отставку в январе 2020 года.
23 февраля 2021 года мальтийский суд приговорил Винса Муската за убийство журналистки к 15 годам лишения свободы. Он заключил с прокуратурой соглашение, в рамках которого предоставил информацию об убийстве. После его признания полиция провела обыск и задержала троих человек, подозреваемых в том, что они предоставили взрывчатку, которую использовали при убийстве.